# Ener Bettica
Ener Bettica (* 15. Februar 1907 in Castagnole delle Lanze bei Asti; † 2. Dezember 1942 bei Bizerta) war ein Offizier der italienischen Marine.

## Militärische Laufbahn
Bei Ausbruch des Zweiten Weltkriegs kommandierte Bettica Torpedoboote. Im September 1940 wurde er zum Korvettenkapitän befördert und übernahm die Leitung der optischen Werkstätten des Marinearsenals von Pola. Im November 1942 erhielt er das Kommando über den Zerstörer Folgore. Am 1. Dezember 1942 lief er zusammen mit dem Zerstörer Camicia Nera (Fregattenkapitän Adriano Foscari) und den Torpedobooten Procione und Clio von Palermo aus, um den nach Bizerta fahrenden Geleitzug H (drei italienische und ein deutsches Handelsschiff) zu eskortieren. In der Nacht zum 2. Dezember wurde der Geleitzug von einem britischen Verband angegriffen, der aus drei Kreuzern und zwei Zerstörern bestand (Force Q). Betticas Zerstörer befand sich in einer relativ günstigen Position für einen Torpedoangriff. Als Bettica diesen befahl, konzentrierten die britischen Schiffe ihr Feuer auf den Zerstörer Folgore, der aus geringer Entfernung alle seine Torpedos zum Einsatz brachte, bevor er durch mehrere Treffer in Brand geriet und sank. Er feuerte noch, bis die Geschütze im Wasser versanken.
Bettica befahl seiner Besatzung kurz vor dem Untergang, das Schiff zu verlassen. Diesem Befehl kamen nicht alle Besatzungsmitglieder nach. Bettica selbst und ein Großteil der Besatzung gingen mit dem Zerstörer Folgore unter. Neben dem Zerstörer Folgore sanken drei der vier Handelsschiffe, darunter der deutsche Dampfer KT 1, wobei über 1.500 italienische und deutsche Soldaten ihr Leben verloren. Er wurde für diese Einsatz postum mit dem höchsten italienischen Militärorden der Tapferkeitsmedaille in Gold ausgezeichnet.

## Schiffsname
Die italienische Marine hat zuletzt ein Patrouillenschiff nach Ener Bettica benannt.